# Ferrovia Santo Stefano di Camastra-Reitano-Mistretta
La ferrovia Santo Stefano di Camastra-Reitano-Mistretta era una linea a scartamento ridotto progettata e mai realizzata. Della linea vennero realizzate solo alcune opere civili tra Santo Stefano di Camastra e Reitano.

## Progetto
La realizzazione della Santo Stefano di Camastra-Reitano-Mistretta fu inserita nel Piano Regolatore delle Ferrovie Secondarie Siciliane approvato dal Consiglio Superiore dei Lavori Pubblici in data 15 giugno 1914 nel quale era prevista la tratta Leonforte-Nicosia e Nicosia-Bronte
La linea nel progetto avrebbe dovuto poi raggiungere Nicosia collegandosi alle Leonforte-Nicosia, costruita in parte e mai aperta all'esercizio, e  proseguendo da Leonforte fino a Dittaino dove avrebbe incrociato la linea a scartamento normale Palermo-Catania. Nelle intenzioni dei progettisti linea sarebbe stata la prosecuzione della rete a scartamento ridotto della Sicilia Centrale che unendo direttamente Dittaino a Nicosia avrebbe poi proseguito verso Santo Stefano di Camastra e le ed era una tratta integrante di una prevista rete di collegamenti tra il Tirreno e la Sicilia centrale ideata allo scopo di creare un gruppo di linee che avrebbe servito buona parte dei centri abitati della zona interna dei Nebrodi e delle Madonie. Di tale rete, secondo i progetti elaborati da alcuni comitati promotori già dalla fine dell'Ottocento, era previsto che facessero parte le linee Taormina-Randazzo Cesarò Troina-Nicosia, Dittaino-Leonforte-Nicosia e Catania-Paternò-Nicosia-Mistretta-Santo Stefano di Camastra, progetto, quest'ultimo, successivamente rielaborato nel corso degli anni trenta secondo l'itinerario Catania-Motta Sant'Anastasia-Paternò-Regalbuto-Nicosia-Gangi-Petralia-Fiumetorto da realizzare a scartamento normale. Il progetto venne iniziato e Regalbuto venne realizzata stazione passante. Nicosia ebbe una stazione di grandi dimensioni proprio perché realizzata come stazione a scartamento normale e di diramazione.
Dalla stazione di Dittaino la linea proveniente da Santo Stefano di Camastra, Nicosia e Leonforte, avrebbe poi proseguito con la linea a scartamento ridotto fino a Piazza Armerina e Caltagirone. La linea avrebbe costituito una dorsale ferroviaria che collegando il versante nord con il centro e sud della Sicilia avrebbe collegato tutti i grandi centri con i paesi delle catene montuose dei Nebrodi e delle Madonie, che avrebbe tratto fuori dal loro isolamento numerose località e promosso il loro sviluppo sociale ed economico, consentendo una mobilità ferroviaria tra i capoluoghi più veloce ed efficace. 
Il mancato completamento della linea Leonforte-Nicosia, i cui lavori furono interrotti nel 1929, quando la sede ferroviaria era stata quasi interamente approntata, e la successiva rielaborazione del progetto di collegamento con il litorale tirrenico per Fiumetorto attraverso Gangi e le Petralie fece interrompere il progetto della Santo Stefano di Camastra-Mistretta-Nicosia. Il progetto di collegamento con Fiumetorto che sarebbe divenuta la "direttissima" Catania-Palermo, via Nicosia seguendo poi in parte il percorso attuale autostradale fino alla costa rimase in forse fino alla metà degli anni cinquanta e poi definitivamente abbandonato perché stavano per essere realizzate le autostrade.

## Stato attuale della linea
| Continuation backward |

| Station on track |

| Unknown route-map component "CONTgq" | Unknown route-map component "xABZgr" |  |

| Unknown route-map component "exLSTR" |

| Unknown route-map component "exBHF" |

| Unknown route-map component "exLSTR" |

| Unknown route-map component "exBHF" |

| Unknown route-map component "exLCONTf" |

Della ferrovia Santo Stefano di Camastra– Mistretta rimane pochissimo: alcuni ponti e una casa cantoniera vicino alla stazione di Santo Stefano di Camastra, che ancora oggi è visibile percorrendo sia la ferrovia Messina-Palermo, sia la Strada statale 113 e la parte iniziale della Strada statale 117.
Il casello ferroviario sito nella frazione Villa Margi, nel comune di Reitano, in provincia di Messina, è stato riconsegnato dalle Ferrovie dello Stato all'amministrazione demaniale nel 1948. Il bene ha forma rettangolare a due elevazioni, collegate da una rampa di scale e si sviluppa simmetricamente ai alti della suddetta rampa. Per tale casello è prevista una destinazione ad attività turistiche, ricettive, ristorative, didattiche, culturali, di ricerca, promozionali, eventi e iniziative di tipo artistico, socio-ricreativo, enogastronomico e per la scoperta del territorio; per la superficie esterna è prevista la realizzazione di aree destinate all'accessibilità, ai servizi e alle dotazioni. Tale intervento di riqualificazione rientra nell'ambito del progetto Valore Paese Italia - FARI TORRI ED EDIFICI COSTIERI, una delle iniziative avviate dall'Agenzia del Demanio, per il recupero e riuso del patrimonio pubblico, di proprietà dello Stato e di altri Enti.